# U-206 (tàu ngầm Đức)
U-206 là một tàu ngầm tấn công  Lớp Type VII thuộc phân lớp Type VIIC được Hải quân Đức Quốc Xã chế tạo trong Chiến tranh Thế giới thứ hai. Nhập biên chế năm 1941, nó đã thực hiện được ba chuyến tuần tra, đánh chìm được hai tàu buôn tổng tải trọng 3.283 GRT cùng một tàu chiến tải trọng 925 tấn. U-206 mất tích trong chuyến tuần tra cuối cùng tại khu vực vịnh Biscay từ ngày 29 tháng 11, 1941, nhiều khả năng đắm do trúng thủy lôi ngoài khơi cảng St. Nazaire vào ngày 30 tháng 11, 1941.

## Thiết kế và chế tạo

### Thiết kế

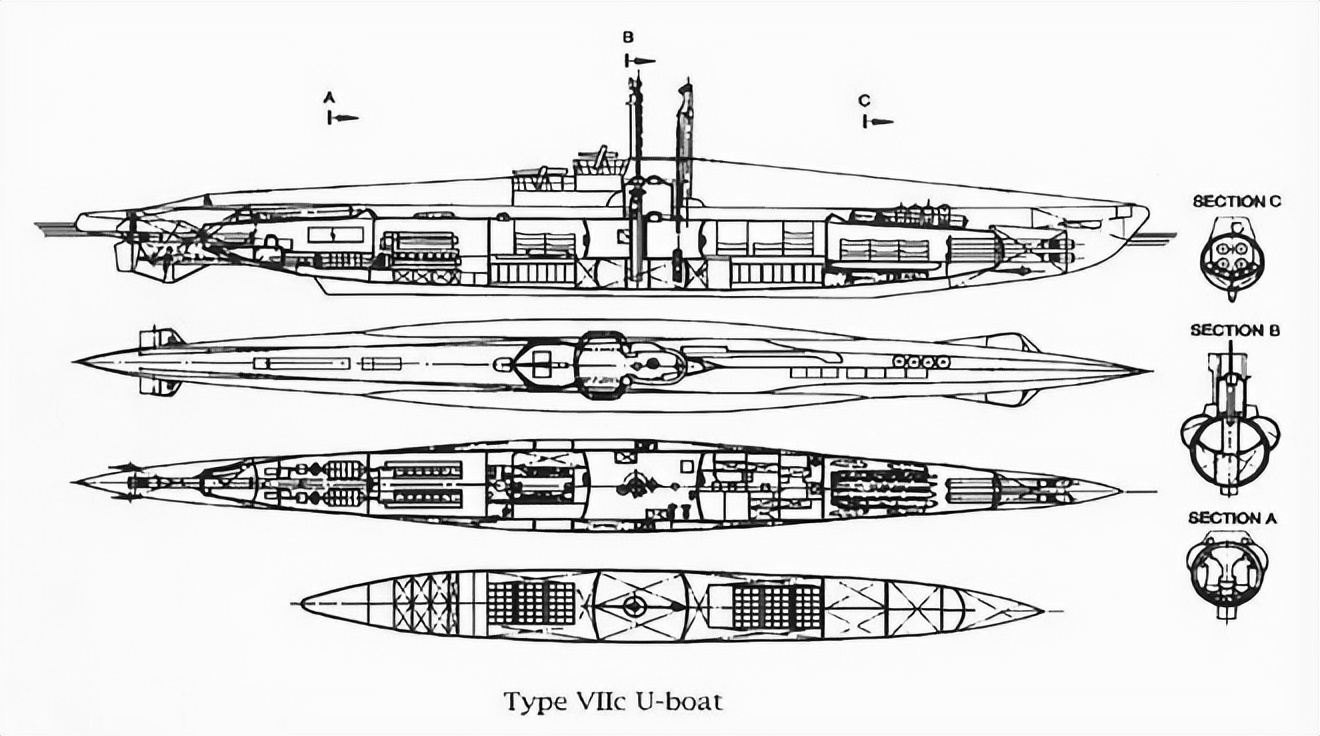
Sơ đồ các mặt cắt một tàu ngầm Type VIIC

Phân lớp VIIC của Tàu ngầm Type VII là một phiên bản VIIB được kéo dài thêm. Chúng có trọng lượng choán nước 769 t (757 tấn Anh) khi nổi và 871 t (857 tấn Anh) khi lặn). Con tàu có chiều dài chung 67,10 m (220 ft 2 in), lớp vỏ trong chịu áp lực dài 50,50 m (165 ft 8 in), mạn tàu rộng 6,20 m (20 ft 4 in), chiều cao 9,60 m (31 ft 6 in) và mớn nước 4,74 m (15 ft 7 in).
Chúng trang bị hai động cơ diesel Germaniawerft F46 siêu tăng áp 6-xy lanh 4 thì, tổng công suất 2.800–3.200 PS (2.100–2.400 kW; 2.800–3.200 bhp), dẫn động hai trục chân vịt đường kính 1,23 m (4,0 ft), cho phép đạt tốc độ tối đa 17,7 kn (32,8 km/h), và tầm hoạt động tối đa 8.500 nmi (15.700 km) khi đi tốc độ đường trường 10 kn (19 km/h). Khi đi ngầm dưới nước, chúng sử dụng hai động cơ/máy phát điện AEG GU 460/8–27 tổng công suất 750 PS (550 kW; 740 shp). Tốc độ tối đa khi lặn là 7,6 kn (14,1 km/h), và tầm hoạt động 80 nmi (150 km) ở tốc độ 4 kn (7,4 km/h). Con tàu có khả năng lặn sâu đến 230 m (750 ft).
Vũ khí trang bị có năm ống phóng ngư lôi 53,3 cm (21 in), bao gồm bốn ống trước mũi và một ống phía đuôi, và mang theo tổng cộng 14 quả ngư lôi, hoặc tối đa 22 quả thủy lôi TMA, hoặc 33 quả TMB. Tàu ngầm Type VIIC bố trí một hải pháo 8,8 cm SK C/35 cùng một pháo phòng không 2 cm (0,79 in) trên boong tàu. Thủy thủ đoàn bao gồm 4 sĩ quan và 40-56 thủy thủ.

### Chế tạo
U-206 được đặt hàng vào ngày 16 tháng 10, 1939, và được đặt lườn tại xưởng tàu của hãng Friedrich Krupp Germaniawerft tại Kiel vào ngày 17 tháng 6, 1940. Nó được hạ thủy vào ngày 4 tháng 4, 1941, và nhập biên chế cùng Hải quân Đức Quốc Xã vào ngày 17 tháng 5, 1941 dưới quyền chỉ huy của Hạm trưởng, Trung úy Hải quân Herbert Opitz. Thành phố kết nghĩa Reichenberg đã tài trợ cho việc đóng U-206, nên trên tháp chỉ huy con tàu mang huy hiệu của thành phố này.

## Lịch sử hoạt động

### Chuyến tuần tra thứ nhất
U-206 xuất phát từ cảng Trondheim, Na Uy vào ngày 5 tháng 8, 1941 cho chuyến tuần tra đầu tiên trong chiến tranh. Nó băng qua khe GIUK giữa quần đảo Faroe và Iceland để đi đến hoạt động tại khu vực Bắc Đại Tây Dương về phía Tây Scotland và Ireland. Nó đã đánh chìm tàu đánh cá Anh Ocean Victor 202 GRT về phía Đông Nam Iceland vào ngày 9 tháng 8. Đến ngày 26 tháng 8, bất chấp lệnh cấm, U-206 đã cứu vớt sáu thành viên đội bay một máy bay ném bom Armstrong Whitworth Whitley bị rơi do hỏng động cơ, ở vị trí khoảng 220 nmi (410 km) về phía Tây Hebrides. Khi chiếc tàu ngầm kết thúc chuyến tuần tra và đi đến cảng St. Nazaire bên bờ biển Đại Tây Dương của Pháp bị Đức chiếm đóng vào ngày 10 tháng 9, đội bay này bị giam giữ như tù binh chiến tranh tại Pháp.

### Chuyến tuần tra thứ hai
U-206 khởi hành từ cảng St. Nazaire vào ngày 30 tháng 9 cho chuyến tuần tra thứ hai để hoạt động tại lối tiếp cận eo biển Gibraltar. Nó đã đánh chìm tàu corvette Anh HMS Fleur de Lys trong thành phần Đoàn tàu  OG 75 ở vị trí 55 nmi (102 km) về phía Tây Gibraltar vào ngày 14 tháng 10, rồi năm ngày sau đó đã đánh chìm tàu buôn Anh Baron Kelvin 3.081 GRT gần núi Gibraltar. Nó kết thúc chuyến tuần tra và quay trở về cảng St. Nazaire vào ngày 28 tháng 10.

### Chuyến tuần tra thứ ba - Bị mất
Cùng với tàu ngầm U-71, U-206 xuất phát từ cảng St. Nazaire vào ngày 29 tháng 11 cho chuyến tuần tra thứ ba, cũng là chuyến cuối cùng, dự định đi sang hoạt động tại khu vực Địa Trung Hải. Nó được nhìn thấy lần sau cùng khi tách khỏi các tàu hộ tống và lặn xuống tại tọa độ 47°09′B 02°35′T / 47,15°B 2,583°T lúc 18 giờ 00 ngày 29 tháng 11, và sau đó hoàn toàn mất liên lạc. Nhiều khả năng U-206 đã đắm vào ngày hôm sau 30 tháng 11, do trúng bãi thủy lôi Beech do máy bay Anh thường xuyên ngoài khơi cảng St. Nazaire. Nó được xem đã mất với tổn thất toàn bộ 46 thành viên thủy thủ đoàn trên tàu sau khi không gửi báo cáo theo quy ước về căn cứ vào ngày 4 tháng 12.

### "Bầy sói" tham gia
U-206 từng tham gia bốn bầy sói:
- Grönland (10 – 23 tháng 8, 1941)
- Kurfürst (23 tháng 8 – 2 tháng 9, 1941)
- Seewolf (2 – 7 tháng 9, 1941)
- Breslau (2 – 23 tháng 10, 1941)

### Tóm tắt chiến công
U-206 đã đánh chìm được hai tàu buôn tổng tải trọng 3.283 GRT cùng một tàu chiến tải trọng 925 tấn:
| Ngày              | Tên tàu          | Quốc tịch              | Tải trọng | Số phận      |
| ----------------- | ---------------- | ---------------------- | --------- | ------------ |
| 9 tháng 8, 1941   | Ocean Victor     | United Kingdom         | 202       | Bị đánh chìm |
| 14 tháng 10, 1941 | HMS Fleur de Lys | Hải quân Hoàng gia Anh | 925       | Bị đánh chìm |
| 19 tháng 10, 1941 | Baron Kelvin     | United Kingdom         | 3.081     | Bị đánh chìm |